# The Merc
The Merc appelé aussi Mercantile National Bank Building est un gratte-ciel de 159 mètres de hauteur (avec la flèche) construit à Dallas en 1943. La hauteur du toit est de 131 mètres.
L'immeuble abrite des logements répartis sur 31 étages.
C'est le seul gratte-ciel construit aux États-Unis quand le pays était en guerre de 1941 à 1945. C'est l'un des plus anciens gratte-ciel de Dallas et du Texas. 
Ce fut le plus haut immeuble situé à l'ouest du Mississippi jusqu'en 1954.
Les architectes sont Donald Nelson et Walter W. Ahlschlager
Abritant à l'origine des bureaux il a été rénové de 2006 à 2008 pour être transformé en immeuble résidentiel.